# New Trombone
New Trombone è il primo album di Curtis Fuller, pubblicato dalla Prestige Records nel dicembre del 1957.I brani del disco furono registrati l'11 maggio 1957 al Van Gelder Studio di Hackensack, New Jersey (Stati Uniti).

## Tracce
Brani composti da Curtis Fuller, tranne dove indicato
Lato A
1. Vonce #5 – 7:40
2. Transportation Blues – 8:18

Lato B
1. Blue Lawson – 6:51
2. Namely You – 9:25 (Johnny Mercer, Gene DePaul)
3. What Is This Thing Called Love? – 6:30 (Cole Porter)

Edizione CD del 1996, pubblicato dalla Prestige Records P-7107)
Brani composti da Curtis Fuller, tranne dove indicato
1. Vonce #5 – 7:40
2. Transportation Blues – 8:18
3. Blue Lawson – 6:51
4. Namely You – 9:25 (Johnny Mercer, Gene DePaul)
5. What Is This Thing Called Love? – 6:30 (Cole Porter)
6. Alicia – 5:11 – Bonus Track

## Musicisti
- Curtis Fuller - trombone
- Sonny Red (Sylvester Kyner) - sassofono alto
- Hank Jones - pianoforte
- Doug Watkins - contrabbasso
- Louis Hayes - batteria[3]